# Хайнрих IX фон Ройс-Грайц
Хайнрих IX фон Ройс-Грайц 'Стари' (на немски: Heinrich IX von Reuss zu Greiz „der Ältere“; * ок. 1410; † пр. 28 февруари 1476) е благородник от фамилията Ройс (Ройс-Грайц старата линия), господар на Плауен, Хинтершлос и Грайц (1426 – 1476), господар на Кранихфелд (1462 – 1476), съветник на Курфюрство Саксония (1449 – 1455).
Той е син на Хайнрих VII Ройс фон Плауен Млади, господар в Грайц († 16 юни 1426, убит в битката при Аусиг) и първата му съпруга Мехтилд фон Шьонбург-Кримихау († сл. 1398), дъщеря на Херман II фон Шьонбург-Кримихау († 1382) и бургграфиня Бригита (Юта) фон Лайзниг, дъщеря на бургграф Ото I фон Лайзниг († 1363). Баща му се жени втори път за Ирмгард фон Кирхберг († 31 май 1462), дъщеря на бургграф Албрехт II (III) фон Кирхберг († сл. 1427) и Маргарета фон Кранихфелд († сл. 1426).
Той е от 1426 г. до смъртта си господар на Грайц и от 1462 г. до смъртта си господар на Кранихфелд (наследство от мащехата му). В наследственото разделение от 1449 г. той получава замъка на Грайц с половината от града. От 1451 до 1455 г. той е господар на Фойгтсберг. От 1449 до 1455 г. той е съветнок ма саксонското княжество и наследява през 1462 г. от по-малкия си полубрат Хайнрих X Ройс-Плауен „Млади“ († 2 януари 1470) другата половина на Грайц, замъка и наследството от Обер-Кранихфелд също зземите на епископа от Наумбург.
Хайнрих е споменат в документи между 1 юни 1429 и ок. 1475 г. Той умира преди 28 февруари 1476 г.

## Фамилия
Хайнрих IX фон Ройс-Грайц се жени 1443 г. за Магдалена фон Шварценберг († сл. 14 ноември 1485), дъщеря на фрайхер Еркингер I фон Шварценберг (1362 – 1437) и втората му съпруга Барбара фон Абенсберг († 2 ноември 1448), дъщеря на Йобст фон Абенсберг († 1428) и графиня Агнес фон Шаунберг († 1412). Те имат десет деца:
- Хайнрих XI фон Ройс-Грайц/XIIСтари (* ок. 1455; † ок. 1 март 1500/7 юли 1502), господар на Грайц (1476 – 1502), фогт на Ройс-Плауен, женен на 2 юли 1496 г. за Катарина Ройс фон Гера († сл. 23 май 1505), дъщеря на Хайнрих XII фон Гера-Шлайц-Райхенфелс, Заалбург-Бургк († 1500) и Хедвиг фон Мансфелд († сл. 1477)
- Хайнрих фон Плауен († сл. 1469), ректор на университет Ерфурт през 1469 г.
- Хайнрих фон Плауен († сл. 4 април 1525), тевтонски рицар (1513 – 1518)
- Хайнрих XIII Ройс фон Плауен († пр. 29 септември 1539), фогт на Ройс-Плауен, господар на Кранихфелд (1476 – 1529), абдикира, женен на 1 декември 1488 г. за Катарина фон Глайхен-Рембда († 1509), дъщеря на граф Ервин V фон Глайхен-Рембда († 1497) и Агнес фон Регенщайн († 1490)
- Хайнрих фон Плауен (* 1462; † 18 декември 1530), каноник/приор в Св. Петър в Майнц (1495), приор на Св. Мартин в Хайлигенщат (1499), приор в Жехабург (1507)
- Хайнрих фон Плауен († сл. 1476)
- Хайнрих XIII Ройс цу Грайц/XIV ’Млади’ (* 1464; † 8 юни 1535, Грайц), женен I. пр. 14 февруари 1506 г. за Доротея фон Колдиц († пр. 1523), II. ок. 1521 г. за Амалия фон Мансфелд-Фордерорт (* 1506; † сл. 5 октомври 1554), дъщеря на граф Ернст II фон Мансфелд-Фордерорт (1479 – 1531) и Барбара фон Кверфурт († 1511)
- Маргарета фон Плауен († сл. 14 февруари 1506)
- Анна фон Плауен († сл. 1501), омъжена I. пр. 30 юли 1430 г. за Ханс Шенк фон Таутенбург († сл. 1475), II. за Лудвиг Зимацз цу Кунщат († сл. 1522)
- Магдалена фон Плауен († 8 декември 1521), омъжена за граф Лудвиг II фон Глайхен-Бланкенхайн († 29 април 1522)